# 低電壓指令
低電壓指令（LVD） 2006/95/EC是欧洲联盟最早提出的歐洲聯盟指令之一。指令提供有關安全規範的共同廣泛目標，因此由各歐盟成員國許可的電氣設備可以在其他歐盟國家使用，在正常情形下運作不會發表損壞。
低電壓指令沒有提供特別需要符合的技術標準，是以國際電工委員會（IEC）的技術標準為基礎，指導設計者如何設計安全的產品。符合低電壓指令一般原則及相關安全標準的產品會用歐洲合格認證來表示產品符合歐盟的指令，是歐盟認可的。製造商會根據一致性評估來聲明產生的一致性。
低電壓指令的新版本2014/35/EU是在2014年2月26日提出，在2016年4月20日生效，此指令對應歐盟的「新立法架構」（ New Legislative Framework），實際的技術細節和舊版差異不大，但在一般要求及法定要求（有關制造商，經銷商，營銷商的義務）上有重大的變化，若不符合指令者會處以罰款。罰款細節會由各成員國決定，要是有效、成比例、並且有勸阻性。

## 應用
此指令包括設定在電源電壓額定在交流電（AC）均方根電壓在50至1000伏特範圍內，或是直流電（DC）在75至1500伏特範圍使用的電氣設備。很重要的是，此指令沒有規範設備內使用的電壓，此指令也沒有包括元件（指個別的電子元件）。
有些特定種類的設備，包括在其他的技術標準中，這些設備會列在指令附錄II的排除清單中。排除清單包括醫療設備、電表、鐵路或是海事設備、以及家用交流電源插頭與插座。

## 英國的實施方式
此指令在英國的對應指令是Electrical Equipment (Safety) Regulations 1994"。

## 外部連結
- 5 Ways to fail Low Voltage Directive LVD testing（页面存档备份，存于） – Electronics Weekly